# Bönigen
Bönigen é uma comuna da Suíça, no Cantão Berna, com cerca de 2.244 habitantes. Estende-se por uma área de 15,12 km², de densidade populacional de 148 hab/km². Confina com as seguintes comunas: Gsteigwiler, Gündlischwand, Interlaken, Iseltwald, Matten bei Interlaken, Niederried bei Interlaken, Ringgenberg, Wilderswil.
A língua oficial nesta comuna é o Alemão.